# Adenolobus pechuelii
Adenolobus pechuelii är en ärtväxtart som först beskrevs av Carl Ernst Otto Kuntze, och fick sitt nu gällande namn av Antonio Rocha da Torre och Jean Olive Dorothy Hillcoat. Adenolobus pechuelii ingår i släktet Adenolobus och familjen ärtväxter. IUCN kategoriserar arten globalt som livskraftig.

## Underarter
Arten delas in i följande underarter:
- A. p. mossamedensis
- A. p. pechuelii